# Atelestites
Atelestites – wymarły rodzaj owadów z rzędu muchówek i rodziny Atelestidae, obejmujący tylko jeden znany gatunek: Atelestites senectus.
Rodzaj i gatunek opisane zostały w 1999 roku przez Davida A. Grimaldiego i Jeffreya M. Cumminga. Opisu dokonano na podstawie inkluzji samca, pochodzącej z neokomu w kredzie. Odnaleziono ją w Libanie.
Muchówka ta miała ciało długości 1,61 mm przy tułowiu szerokości 0,41 mm. Głowa jej była kulista, holoptyczna. Wielkie oczy zajmowały prawie całą głowę z wyjątkiem trójkąta ciemieniowego z trzema przyoczkami. Czułki były wydłużone, zaopatrzone w jednoczłonową, osadzoną wierzchołkowo aristę. Tylna para odnóży miała nierozszerzone golenie. Skrzydła miały 1,18 mm długości i duże płaty analne. Ich użyłkowanie charakteryzowało się niekompletną żyłką subkostalną, nierozwidloną żyłką radialną R4+5, długą komórką posterokubitalną o ostrym kącie zewnętrznym oraz dużą komórką dyskoidalnej, z której wierzchołka osobno odchodziły żyłki medialne M1 i M2 oraz pierwsza gałąź przedniej żyłki kubitalnej. Żyłka analna dochodziła do krawędzi skrzydła. Samcze narządy rozrodcze cechowało hypandrium u szczytu nakryte przez duże, głęboko wcięte epandrium. Charakterystyczny był też trójczęściowy szczyt fallusa.